# Reproducerbarhet
Ett reproducerbart test ger i stort sett samma resultat om det utförs av två olika personer (interobservationell reproducerbarhet) eller om samma person utför testet två gånger (intraobservationell reproducerbarhet), och är omedveten om resultatet av den första gången . Reproducerbarhet kallas också reliabilitet eller precision. En förutsättning för att undersöka reproducerbarhet är att testet utförs under samma förutsättningar. Till exempel kan värdet av blodfetter vara olika över dygnet och om man tar ett prov på blodfetter olika tidpunkter av dygnet, då kan man inte testa reproducerbarheten.
Det beskrivs inom statistiken som den inbördes överensstämmelsen mellan resultat vid upprepade mätningar utförda av olika observatörer med olika exemplar av mätinstrument av samma typ, för att komma bort från eventuella mätfel på grund av material och personal.
Reproducerbarheten är viktig inom forskning och medicinsk teknik där stor noggrannhet och kontroll av utförda experiment är viktig.
Se även falsifierbarhet.